# Numer Rachunku Bankowego
Numer Rachunku Bankowego (w skrócie: NRB) – polski standard służący do identyfikowania rachunku płatniczego.

## Struktura
Numer Rachunku Bankowego składa się z 26 cyfr; jego budowa jest następująca:
```
CCAAAAAAAABBBBBBBBBBBBBBBB
```

gdzie:
- CC to suma kontrolna (2 cyfry)
- AAAAAAAA to numer rozliczeniowy jednostki organizacyjnej banku (8 cyfr)
- BBBBBBBBBBBBBBBB to numer rachunku klienta w banku (16 cyfr).

W formie elektronicznej używa się zapisu przedstawionego powyżej, natomiast w postaci papierowej umieszcza się w numerze spacje zwiększające czytelność:
```
CC AAAA AAAA BBBB BBBB BBBB BBBB
```

NRB może być przekształcony na międzynarodowy numer rachunku bankowego, tak zwany IBAN, przez dodanie na początku liter PL. Cyfry kontrolne wyliczane są zgodnie ze standardem IBAN – przy założeniu, że numer zawiera oznaczenie kraju „PL” (niezależnie od tego, czy występuje ono w zapisie, czy nie).
Aktualny wykaz jednostek organizacyjnych można znaleźć na stronie Narodowego Banku Polskiego.
W numerze rozliczeniowym znajduje się cyfrowy wyróżnik banku. Jest to symbol jednoznacznie identyfikujący bank, przy czym:
- dla banków i instytucji kredytowych są to pierwsze 3 cyfry, zaczynające się od 1, 2, 3, 4, 5, 6 lub 7 (np. 101 to Narodowy Bank Polski)
- dla banków spółdzielczych są to pierwsze 4 cyfry, zaczynające się od 8 lub 9.